# Paeonia majko
Paeonia majko är en pionväxtart som beskrevs av Ketzch.. Paeonia majko ingår i släktet pioner, och familjen pionväxter. Inga underarter finns listade i Catalogue of Life.